# Beleg van Syracuse (311–309 v.Chr.)
Het Beleg van Syracuse door de Carthagers vond plaats van 311 tot 309 v.Chr. en was het gevolg van de Slag aan de Himera, die gewonnen werd door de Carthagers in datzelfde jaar. In deze slag hadden de Carthagers, onder leiding van Hamilcar, de Syracusaanse tiran Agathocles verslagen. Agathocles moest zich terugtrekken naar Syracuse en verloor de controle over de andere Griekse steden op Sicilië, die overliepen naar de Carthagers.
Toen Hamilcar Syracuse belegerde en de haven blokkeerde, durfde Agathocles geen open veldslag met hem aan te gaan. In plaats daarvan maakte hij de moedige maar zeer risicovolle keuze om Libië aan te vallen, het vaderland van de Carthagers. Hij kon de blokkade omzeilen en boekte enige successen. Hamilcar moest een deel van zijn leger terugsturen naar Carthago om Libië te versterken. Ondertussen bleven ze wel Syracuse belegeren. In 310 v.Chr. werd een eerste aanval op de muren van Syracuse echter teruggeslagen.
In 309 v.Chr. viel Hamilcar opnieuw aan, deze keer 's nachts om zo het verrassingselement te kunnen gebruiken. Maar zijn aanval op de muren was onordelijk en de Carthagers werden op hun beurt verrast door een tegenaanval van de Syracusanen. Ook al hadden de Carthagers een veel groter leger dan de Syracusanen, het verrassingselement, de duisternis van de nacht en het ongunstige terrein lieten de Carthagers vluchten. Hamilcar werd gevangengenomen en gedood door de Syracusanen. De blokkade door de vloot werd uiteindelijk gebroken in 307 v.Chr. door Agathocles zelf, toen hij tijdelijk was teruggekeerd naar Sicilië.

## Achtergrond
De legers van Hamilcar en Agathocles hadden gebotst tegen elkaar in de slag aan de Himera. Agathocles leed een rampzalige nederlaag doordat een groot deel van zijn leger gedood of gevangen waren genomen door de Carthagers. Hij verzamelde de overlevenden, verbrandde zijn kamp en trok zich terug naar Gela. Daar bleef hij een tijdje om het Carthaagse leger af te leiden van Syracuse. Hierdoor konden de Syracusanen hun oogst binnenhalen. Hamilcar belegerde eerst Gela, maar gaf op toen hij ontdekte dat Agathocles genoeg voorraden en soldaten had om de stad te verdedigen. Toen ging hij naar de steden en forten die zich al verzetten tegen Agathocles om hen aan zijn kant te krijgen. Omdat ze Agathocles verachtten liepenh ze snel over naar de Carthagers.
Toen het beleg van Gela was opgeheven, ging Agathocles naar Syracuse met de overblijfselen van zijn leger. Hij bevoorraadde de stad met de graanopbrengst van het platteland en herstelde de beschadigde delen van de stadsmuren. Hij verloor de controle over de rest van Sicilië, terwijl Carthago haar leger en vloot kon versterken.
Op dit moment zag de toekomst er somber uit voor Agathocles. Omdat de kansen zich tegen hem hadden gekeerd, besloot Agathocles om niet te vechten tegen het Carthaagse leger op Sicilië. In het geheim begon hij een onverwachte en zeer riskante expeditie naar Libië, het vaderland van de Carthagers. Zo leidde hij het Carthaagse leger af van Syracuse. In Libië wilde hij de Libische bondgenoten van Carthago aanzetten om te rebelleren en het grondgebied van Carthago te plunderen. Zijn ervaren leger zou ook in het voordeel zijn ten opzichte van de Carthaagse legers daar, omdat deze niet gehard waren door de strijd als hun legers op Sicilië.

## Het beleg
Agathocles stelde zijn broer Antander aan als de leider van Syracuse en liet voor hem een garnizoen achter in de stad dat groot genoeg was om de stad te verdedigen. Om een opstand te voorkomen tijdens zijn expeditie naar Libië, scheidde hij families zodat de ene groep in de stad zou achterblijven en de andere hem zou helpen tijdens zijn invasie in Libië. Zelfs als degenen die Agathocles haatten in de stad zouden achterblijven, zouden ze het niet durven om te rebelleren omdat ze vreesden voor het leven van hun verwanten die bij Agathocles waren.
Omdat hij geld nodig had voor zijn veldtocht, nam hij de eigendommen van de wezen, leende hij van koopmannen, nam hij offers van de tempels en juwelen van de vrouwen. Hij raadde de rijke burgers, die zich het meeste verzetten tegen zijn bewind, aan om de stad te verlaten. Toen ze vertrokken waren, zond hij huurlingen om hen te doden. Daarna nam hij hen hun eigendommen af en bevrijde hun slaven die fit genoeg waren om in het leger te dienen. Op deze manier kon hij zijn expeditie financieren.

### Agathocles vertrekt naar Libië
De Carthagers blokkeerden de Grote Haven van Syracuse met hun vloot, die vele malen groter was dan de zestig schepen van Agathocles. Hij moest wachten op een gunstige kans om Syracuse te verlaten. Dit moment kwam toen enkele graanschepen aankwamen bij Syracuse. Toen de Carthagers even de blokkade ophieven om de graanschepen te veroveren, leidde Agathocles zijn vloot snel uit de haven.
De Carthagers dachten eerst dat Agathocles de graanschepen wilde redden, dus keerden ze zich om naar hem in een gevechtsformatie. Toen ze begrepen dat de Griekse vloot aan het ontsnappen was, probeerden ze deze te achtervolgen. Ondertussen kwamen de graanschepen de haven binnen en brachten welkome voorraden naar de stad, waar het voedsel al schaars begon te worden. De Griekse vloot was bijna verslagen door de Carthagers, maar werd gered toen de nacht viel, waardoor een verdere achtervolging onmogelijk werd. Dankzij een zonsverduistering de volgende dag weten we dat dit op 15 augustus 310 v.Chr. gebeurde.

### Onzekerheid over Agathocles
Toen Agathocles in Libië aankwam, verbrandde hij zijn vloot om te voorkomen dat soldaten uit zijn leger zouden deserteren. Ook wilde hij geen troepen achterlaten om de triremen te bewaken. Toen Agathocles zijn aanlegplaats had verlaten, namen de Carthagers de bronzen rammen van de verbrande Griekse schepen mee naar Carthago. Agathocles bereikte ondertussen de steden Megalepolis en Tunis, en plunderde en stak ze in brand. In datzelfde jaar versloeg hij de Carthagers in de slag bij Tunis.
Na hun nederlaag in de slag bij Tunis zonden de Carthagers een boodschapper naar Hamilcar. Ze vroegen hem om zo snel mogelijk hulp te sturen en gaven hem de bronzen rammen van de schepen. Hamilcar zond sommige van de boodschappers naar Syracuse met de rammen. Ze lieten de Syracusanen deze voorwerpen zien als 'bewijs' dat het leger van Agathocles was verslagen en vroegen hen om zich over te geven. Veel burgers geloofden het verhaal en rouwden om hun verloren verwanten, maar de magistraten twijfelden hierover en stuurden de Carthaagse boodschappers weg. Ook al hadden ze dat gedaan, vluchtten sommige wanhopige burgers weg uit de stad en gingen naar Hamilcar. Hij dacht dat het moreel van de Syracusanen was gebroken en dat ze de stad niet meer verdedigden, en bereidde een aanval op de stad voor.
Hamilcar beloofde Antander en de andere leiders van de stad veiligheid als ze de stad aan hem zouden overgeven. Erymon de Aitoliër, die aangesteld was als medeheerser door Agathocles, weigerde echter. Hij overtuigde de andere leiders van de stad om te wachten tot ze meer zekerheid hadden over het lot van Agathocles. Ondertussen had Agathocles twee schepen gebouwd en stuurde ze naar Syracuse om over zijn overwinning te berichten. Toen ze aankwamen bij Syracuse werden ze gezien door de Carthaagse schepen, die hen achtervolgden. De Griekse schepen konden amper ontsnappen en gingen de haven van Syracuse binnen. Daar verzamelde iedereen zich om het nieuws over Agathocles te horen.

### De eerste Carthaagse aanval wordt teruggeslagen
Hamilcar merkte op dat de muren nu onverdedigd waren omdat de verdedigers naar de haven waren gegaan en buitten deze vergissing uit. Hij stuurde zijn sterkste troepen naar de muren met ladders en zij beklommen de muren zonder opgemerkt te worden. Toen ze op het punt sturen om de muren in ten nemen, werden ze opgemerkt door Griekse verkenners en aangevallen. De Grieken werden snel geholpen door andere verdedigers, die aankwamen voor de Carthaagse versterkingen dat deden. De Grieken kregen de overhand en doodden enkele aanvallers, die zich terugtrokken. Omdat hij Syracuse die dag niet had kunnen innemen, zond Hamilcar 5.000 soldaten naar Carthago om Agathocles te bevechten.

### Verrassende tegenaanval vanuit Syracuse
Hamulcar bereidde nu een nieuwe aanval op de muren voor. Toen de Syracusanen hiervan hadden gehoord, maakten ook zij 3.000 man infanterie en 400 man cavalerie klaar om de Carthagers aan te vallen. Het Carthaagse leger was veel groter, maar de Syracusanen namen toch het risico.
De Carthagers marcheerden 's nachts met Hamilcar in de voorste linie naar de muren om te voorkomen dat ze gezien zouden worden. Hamilcar werd gevolgd door de Syracusaanse banneling Deinocrates, die de cavalerie leidde. De infanterie was verdeeld in twee groepen, de ene samengesteld uit de Carthagers en de andere met de Griekse bondgenoten van Carthago. Ze werden gevolgd door een zootje ongeregeld die wilden profiteren van de eventuele plundering van Syracuse. Omdat de wegen ruw en smal waren, braken er gevechten uit tussen de volgers en de bevoorradingstrein. Dit veroorzaakte grote verwarring en wanorde in de Carthaagse linies.
De chaotische komst van de Carthagers was niet onopgemerkt gebleven door de Syracusanen. Ze kwamen uit de stad om de verwarring uit te buiten, en vielen hen aan vanop hoger terrein. Doordat het zo donker was dachten de Carthagers dat ze aangevallen werden door een veel groter leger. Omdat ze in wanorde waren, in een nadelige positie en niet wisten hoe het terrein verder zou veranderen, sloegen ze op de vlucht. Door het feit dat de wegen zo smal waren, werden velen van de Carthaagse infanterie vertrapt door hun eigen cavalerie. In de duisternis vochten sommigen zelfs tegen elkaar omdat ze dachten dat ze vijanden waren. Hamilcar zelf hield stand, maar werd gevangengenomen door de Syracusanen toen de soldaten rond hem vluchtten.

## Gevolgen
De volgende dag werd Hamilcar door Syracuse geleid en gedood nadat hij was vernederd door de inwoners van de stad. Zijn hoofd werd afgehakt en naar Agathocles in Libië gezonden om hem te berichten over de overwinning. Zonder Hamilcar als generaal scheidden de Griekse bondgenoten van Carthago zich af van het leger en kozen Deinocrates als hun generaal. De leiding van het Carthaagse leger werd gegeven aan degene die net onder Hamilcar stond.
Nu dacht de stad Akragas, dat deel uitmaakte van de Griekse bondgenoten van Carthago, dat de tijd rijp was om de leiding over Sicilië te krijgen. Ze dachten dat Carthago en Syracuse sterk waren verzwakt. Onder leiding van hun generaal Xenodicus namen ze Gela, Enna en Erbessus van Carthago en herstelden hun autonomie.
Hoewel het Carthaagse leger verslagen was, bleef de Carthaagse vloot de haven van Syracuse blokkeren. De stad leed nog steeds onder de hongersnood en de blokkade maakte het moeilijk om de inwoners van graan te voorzien. De vloot werd verslagen in 307 v.Chr. toen Agathocles tijdelijk was teruggekeerd naar Sicilië.